# رود بوریا
رود بوریا (انگلیسی: Bureya) یک رودخانه در سرزمین خاباروفسک کشور روسیه است.